# Saarlandlied
Das Saarlandlied (auch Saarlied) ist die amtliche Hymne des Saarlandes. Sein Titel lautet seit 2003 Ich rühm’ dich, du freundliches Land an der Saar.

## 1950 bis 2003
Das Saarland war nach dem Zweiten Weltkrieg ein autonomer Staat und wirtschaftlich an Frankreich angeschlossen. Anlässlich des ersten Spiels der saarländischen Fußballnationalmannschaft im Jahr 1950 gegen die Schweiz wurde deswegen eine eigene Nationalhymne notwendig. Man entschied sich für das Lied Ich weiß, wo ein liebliches, freundliches Tal, dessen Text lautet:
1. Strophe
Ich weiß, wo ein liebliches, freundliches Tal,
Von waldigen Bergen umgeben,
Da blitzen die Wellen im Sonnenstrahl,
Es blühn auf den Hügeln die Reben,
Und Dörfer und Städte auf grünender Flur,
Und Menschen von kernigem Schlage:

Refrain
Hier ist meine Heimat im Lande der Saar,
Laut preis’ ich sie all’ meine Tage.
Hier ist meine Heimat im Lande der Saar,
Laut preis’ ich sie all’ meine Tage.

2. Strophe
Wer einmal gewandert am Ufer der Saar,
Und einmal den Saarwein getrunken,
Wem einmal die Blicke der Mädchen so klar
In die glühende Seele gesunken,
Der zieht nicht mehr weiter, es sagt ihm so wahr
Das Herz mit gewaltigem Schlage:

3. Strophe
O Saarland, du Kleinod von strahlendem Glanz,
O Land, du, von Kohle und Eisen,
Dir will ich gehören, dir weihen mich ganz,
Nichts soll mich dir fürder entreißen.
So klingt es dann stolz in die Lande hinaus,
Wenn freudigen Herzens ich sage:
Nach den Strophen wird jeweils der Refrain gesungen.
Der Text wurde 1892 von Richard Limberger geschrieben, die Melodie komponierte 1921 der Saarbrücker Musiklehrer Karl Hogrebe (1877–1953). Die letzte Strophe begann bei Limberger mit:
O Saarland, Du Kleinod von strahlender Pracht,
Du Grenzmark der deutschen Gefilde:
Wir halten in Treuen wohl über Dich Wacht,
Es dient jede Brust Dir zum Schilde.
Da diese Strophe wegen ihres kämpferischen Bekenntnisses zu Deutschland bei der französischen „Schutzmacht“ Anstoß erregte und mit ihrem martialischen Ton nicht mehr in die Zeit passte, beschloss das saarländische Kabinett unter Johannes Hoffmann am 29. November 1950, sie zu streichen, und beauftragte Karl Hogrebe mit der Erstellung von zwei neuen Strophen, von denen eine als neue dritte Strophe übernommen wurde.
Auch nach dem Beitritt des Saarlandes zur Bundesrepublik im Jahr 1957 wurde die Hymne nicht außer Kraft gesetzt. Sie wurde jedoch nicht mehr zu öffentlichen Anlässen gespielt und war daher relativ unbekannt.

## Seit 2003
Im Jahr 2002 schrieb das saarländische Ministerium für Bildung, Kultur und Wissenschaft (MBKW) einen Wettbewerb aus, mit dem ein neuer Text für das Saarlandlied gesucht wurde. Gewinner war Gerhard Tänzer aus Überherrn-Berus mit Ich rühm’ dich, du freundliches Land an der Saar. Seit 2003 lautet der Text des Saarlandliedes wie folgt:
Ich rühm’ dich, du freundliches Land an der Saar,
von friedlichen Grenzen umgeben.
Nie wieder bedrohe dich Krieg und Gefahr,
in dir möcht’ ich immerzu leben.
Und gibst du uns Arbeit, so hat’s keine Not,
wir werden die Mühen nicht scheuen,
und Feste auch feiern zum täglichen Brot,
denn du, unser Land, sollst uns freuen.
Das Lied soll bei feierlichen Anlässen im Saarland sowie zur Repräsentation außerhalb des Saarlandes gespielt werden.
Des Weiteren wurde ein „Casting“ veranstaltet, um die besten saarländischen Interpreten für die moderne Fassung des Saarlandliedes zu finden. Gewinner dieses Castings waren: Jenny Breit (Brotdorf), Judith Marx (Lebach), Alexander Ackermann (Wahlen) und Martin Herrmann (Niederlosheim).
Es entstand zur Aufwertung der o. g. Wettbewerbe und zur neuen Popularisierung des Saarlandliedes eine CD mit der modernen „Pop“-Version der Castinggewinner und verschiedenen Interpretationen des Saarlandliedes durch saarländische Chöre.

## Das Steigerlied
Das Steigerlied (Glückauf, glückauf) ist wegen der Bedeutung des Steinkohlenbergbaus im Saarland sehr populär und kann als heimliche Hymne des Saarlandes bezeichnet werden.
So verwendete der Saarländische Rundfunk über lange Jahre einen Teil daraus als Erkennungsmelodie („und er hat sein helles Licht bei der Nacht“).

## „Deutsch ist die Saar“
Als Saarlied bezeichnet man auch ein Lied, das 1920 von dem Saarbrücker Lehrer Hanns Maria Lux auf die Melodie des Steigerlieds gedichtet wurde und sich rasch in unterschiedlichen Versionen verbreitete. Das patriotische Lied, das mit „Deutsch ist die Saar“ beginnt, war vor allem während des Wahlkampfs zur Volksabstimmung am 13. Januar 1935 über den Wiederbeitritt zum Deutschen Reich sowohl im Saargebiet als auch im Deutschen Reich äußerst populär. Der Text lautet:
Deutsch ist die Saar, deutsch immerdar,

Und deutsch ist unseres Flusses Strand

Und ewig deutsch mein Heimatland,

Mein Heimatland, mein Heimatland.

Deutsch bis zum Grab, Mägdlein und Knab',

Deutsch ist das Lied und deutsch das Wort,

Deutsch ist der Berge schwarzer Hort,

Der Berge schwarzer, schwarzer Hort.

Deutsch schlägt das Herz, stets himmelwärts,

Deutsch schlug's, als uns das Glück gelacht,

Deutsch schlägt es auch in Leid und Nacht,

In Leid und Nacht, in Leid und Nacht.

Reicht euch die Hand, schlinget ein Band,

Um junges Volk, das deutsch sich nennt,

In dem die heiße Sehnsucht brennt,

Nach dir, o Mutter, nach dir, nach dir.

Der Himmel hört's! Jung Saarvolk schwört’s,

Lasset es uns in den Himmel schrei’n,

Wir wollen niemals Knechte sein,

Wir wollen ewig Deutsche sein!